# Anectropis reformata
Anectropis reformata är en fjärilsart som beskrevs av Louis Beethoven Prout 1915. Anectropis reformata ingår i släktet Anectropis och familjen mätare. Inga underarter finns listade i Catalogue of Life.